# マリー＝アデライード・ド・リュクサンブール
マリー＝アデライード・ルイーズ・テレーズ・ヴィレルミーヌ・ド・リュクサンブール（Marie-Adélaïde Louise Thérèse Wilhelmine de Luxembourg, 1924年5月21日 - 2007年2月28日）は、ルクセンブルク大公国の大公家の一員。ルクセンブルク大公アンリの父方の叔母にあたる。

## 生涯
ルクセンブルク女大公シャルロットとその夫君でパルマ公ロベルト1世の息子であるフェリックスの間の第3子、次女として生まれた。第2次世界大戦中は家族とともにイギリスの首都ロンドンに亡命し、姉エリザベートとともにサリー州のカトリック系女子寄宿学校ウォルシンガム校（Woldingham School）に身を寄せていた。
1958年4月10日にルクセンブルク市において、カール・ヨーゼフ・ヘンケル・フォン・ドナースマルク伯爵（1928年 - 2008年）と結婚した。夫はシレジアの鉱山財閥ヘンケル・フォン・ドナースマルク家のうち、シェミャノヴィッツ（現ポーランド領シロンスク県シェミャノヴィツェ・シロンスキェ）を領していた系統の家長であった。

## 子女
夫との間には3男1女の4人の子女をもうけた。
- マリア・アンドレアス・ラツァルス・アレクシウス・フェリックス・マウリティウス・エルトマン・ジギスムント・ヨハンネス・フォン・カピストラン（1959年 - ） - 1995年、ホーエンベルク侯女ヨハンナと結婚
- マリア・フェリックス・ラツァルス・フランツィスクス・エルトマン・エトヴィン・ヤーコプ・ヴィルヘルム・ロベルト・カール（1960年 - 2007年）
- マリア・ハインリヒ・カール・エルトマン・ヴィンフリート・フェリックス・ラツァルス・ディダクス（1961年 - ） - 1998年、Anna Maria Merckensと結婚
- マリー・シャルロッテ・テレジア・フランツィスカ・ドミニク（1965年 - ） - 1999年、クリストフ・フォン・メラン伯爵と結婚